# Sven-Olov Strandhede
Sven-Olov Strandhede, född 1930, död 2013, var en svensk docent och biolog.
Strandhede växte upp utanför Jonsered och avlade doktorsexamen i systematisk botanik i Lund 1966. Avhandlingen handlade om förhållandet mellan arter av knappsäv.
År 1969 blev han lektor vid Göteborgs universitet. Under åren 1981–1983 var han tillförordnad prefekt för Göteborgs botaniska trädgård, varvid han ansvarade för planeringen av nya utställningsväxthus och renovering av Palmhuset. Han var även en av grundarna av Botaniskas vänner.
Strandhede inledde tillsammans med överläkaren Jan-Åke Wihl i Lund pollenmätningar i södra Sverige år 1975. År 2007 blev han medicine hedersdoktor vid Göteborgs universitet.